# 大花蔓龙胆
大花蔓龙胆（学名：Crawfurdia angustata）为龙胆科蔓龙胆属下的一个种。

## 扩展阅读
- 維基物種上的相關：大花蔓龙胆